# Schuss
Schuss, ou Schussboom, foi um mascote olímpico não-oficial dos Jogos Olímpicos de Inverno de 1968, em Grenoble, na França. O mascote era uma figura de um pequeno homem sobre esquis e foi desenhado por Mme Lafargue. Ele foi o primeiro mascote olímpico da história, mas o primeiro mascote olímpico oficial foi o Waldi.

## Relações externas
- Imagem do Schuss
- Mascotes Olímpicos